# Ergo Arena
Ergo Arena – wielofunkcyjna hala widowiskowo-sportowa znajdująca się na granicy Gdańska i Sopotu. Otwarta w 2010 roku, o maksymalnej pojemności ponad 15 000 widzów, dzięki czemu jest jednym z największych tego typu obiektów w Polsce.

## Funkcje hali
W hali mogą odbywać się zawody lekkoatletyczne, piłki ręcznej, siatkówki, koszykówki, tenisa, tenisa stołowego, jeździectwa i sportów walki, a także rozgrywek hokeja na sztucznym lodowisku. Obiekt jest przystosowany do organizowania spektakli teatralnych i kinowych, koncertów, wystaw, konferencji i sympozjów.

## Lokalizacja
Hala znajduje się na granicy Gdańska (Żabianka-Wejhera-Jelitkowo-Tysiąclecia) i Sopotu (Karlikowo), ok. 3 km od centrum Sopotu, ok. 10 km od centrum Gdańska i ok. 1 km od linii brzegowej Zatoki Gdańskiej.
W 2009 r. władze miast dokonały korekty granic w taki sposób, aby granica dzieliła halę na dwie równe części. Od lutego 2012 roku hala posiada nowy adres, identyczny w Gdańsku i Sopocie – plac Dwóch Miast 1.
Dojazd do hali jest możliwy bezpośrednio trolejbusami linii nr 31 i autobusami linii nr 148 (przystanek Rybacka) oraz Szybką Koleją Miejską – przystanki Gdańsk Żabianka-AWFiS i Sopot Wyścigi są oddalone o ok. 1 km, a także około 850 metrów od hali znajdują się przystanki Pomorska i Osiedle Wejhera z których odjeżdżają tramwaje linii nr 2, 4, 6, 8 i 12. Bezpośrednio przy hali przebiega Droga Zielona.

## Widownia
Trybuny stałe – 7657 miejsc
- dolne: 3972 miejsca
- loże: 1011 miejsc
- górne: 2674 miejsca

Trybuny rozsuwane – 3752 miejsca

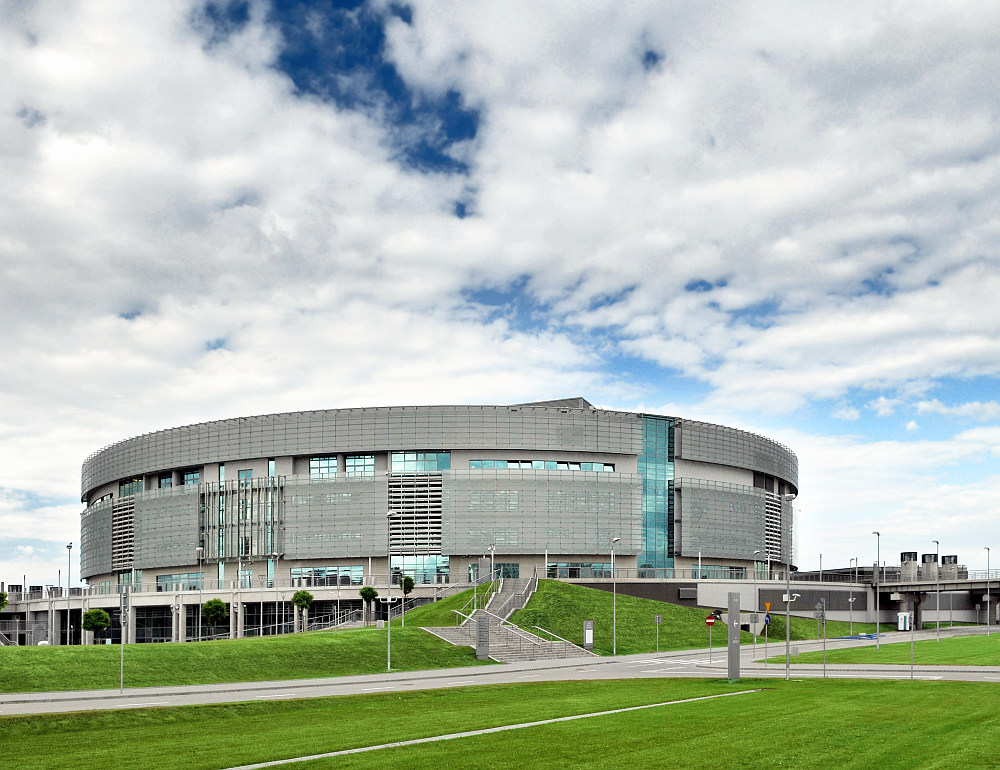
Hala przed oficjalnym otwarciem i nadaniem nazwy, czerwiec 2010

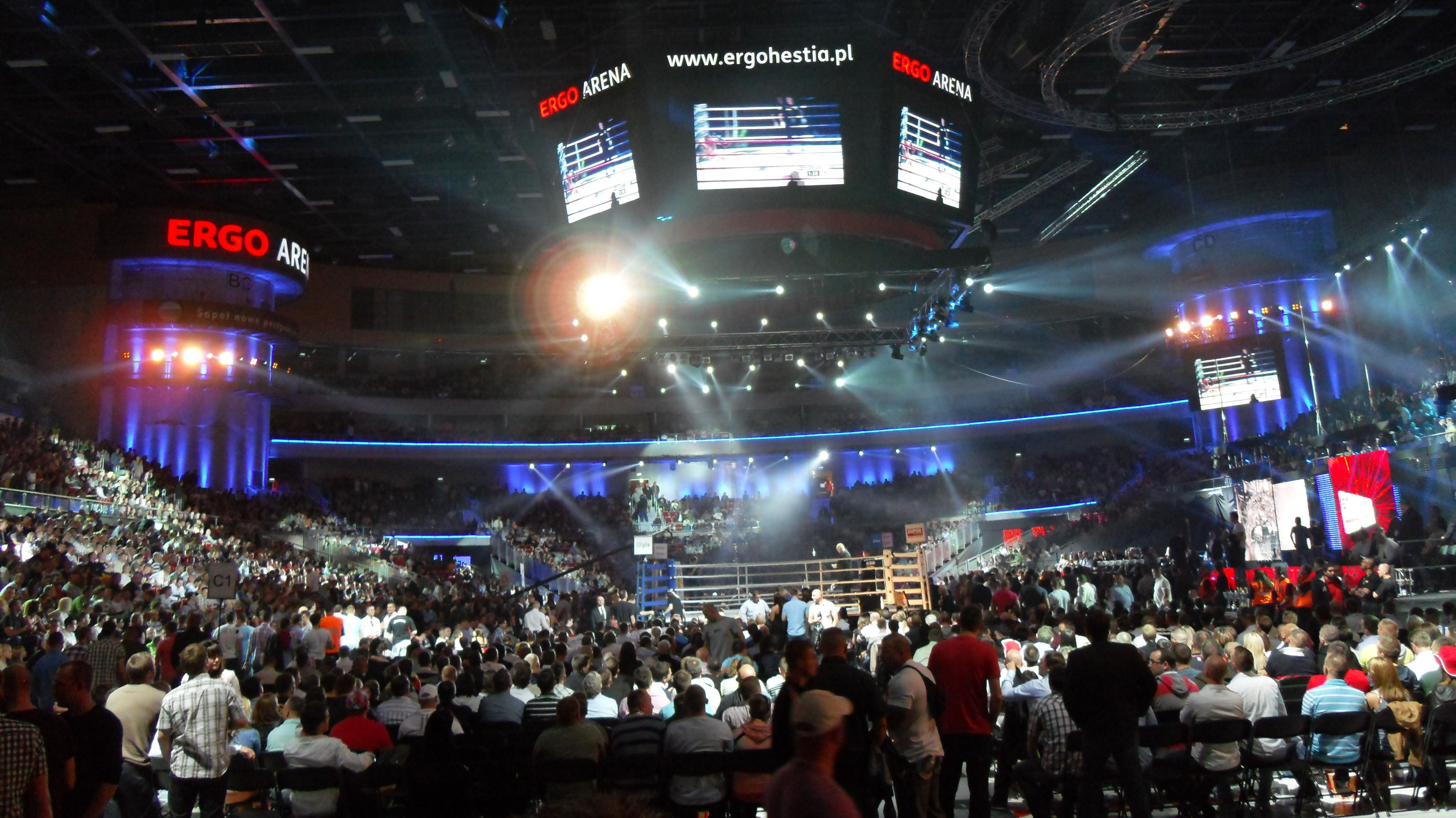
Wnętrze podczas gali Konfrontacji Sztuk Walki (KSW).

Trybuny rozsuwane są używane, gdy imprezy zajmują środek areny lub jej część.
Razem – 11409 miejsc
Podczas koncertów na terenie hali może przebywać 13000 osób, a zawody lekkoatletyczne może śledzić około 8000 widzów.
Trójmiejska hala teoretycznie może pomieścić 15 tys. ludzi łącznie z miejscami stojącymi na płycie. Liczba ta wynika z przepustowości przejść ewakuacyjnych. 
Oficjalna inauguracja hali odbyła się 18 sierpnia 2010 o godzinie 17.30. Siatkarskie męskie reprezentacje Polski i Brazylii zmierzyły się w towarzyskim spotkaniu, zakończonym zwycięstwem Polski 3:2. 14 kwietnia 2012, podczas meczu Polskiej Ligi Koszykówki mężczyzn pomiędzy Treflem Sopot a Asseco Prokom Gdynia padł rekord frekwencji w ligowych rozgrywkach halowych w Polsce. Według organizatorów na hali pojawiło się 10 152 widzów.
Najwięcej osób przybyło do hali 14 maja 2016 roku na koncert Armina van Buurena, którego show Armin Only promujące album Embrace przyciągnęło tu ponad 13000 widzów.
W latach 2010–2020 w hali odbyły się 1253 imprezy, w których wzięły udział ponad 4 mln osób.

## Parametry techniczne
- Wymiary budynku: 214/180 m

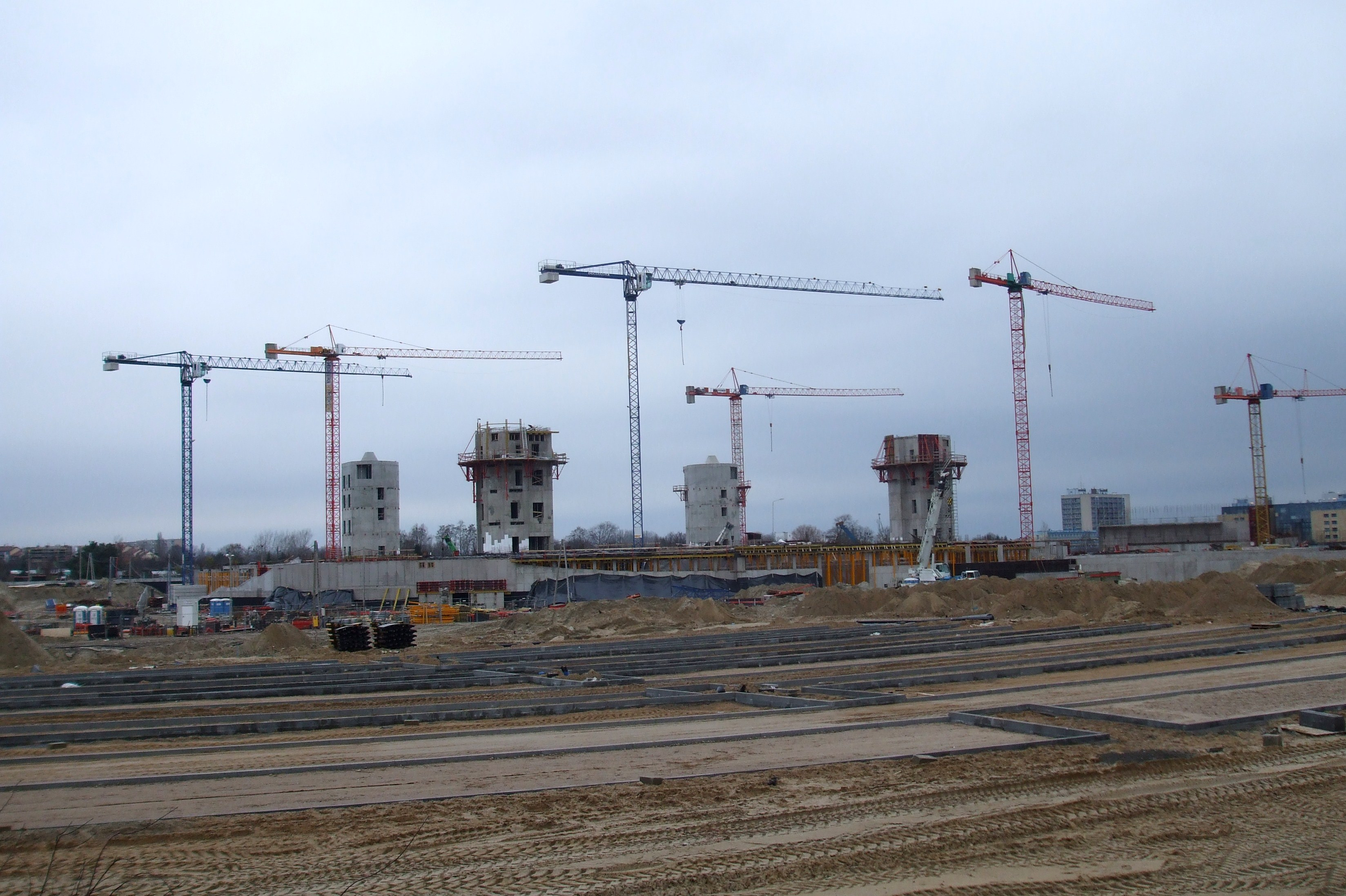
Hala w trakcie budowy, listopad 2007

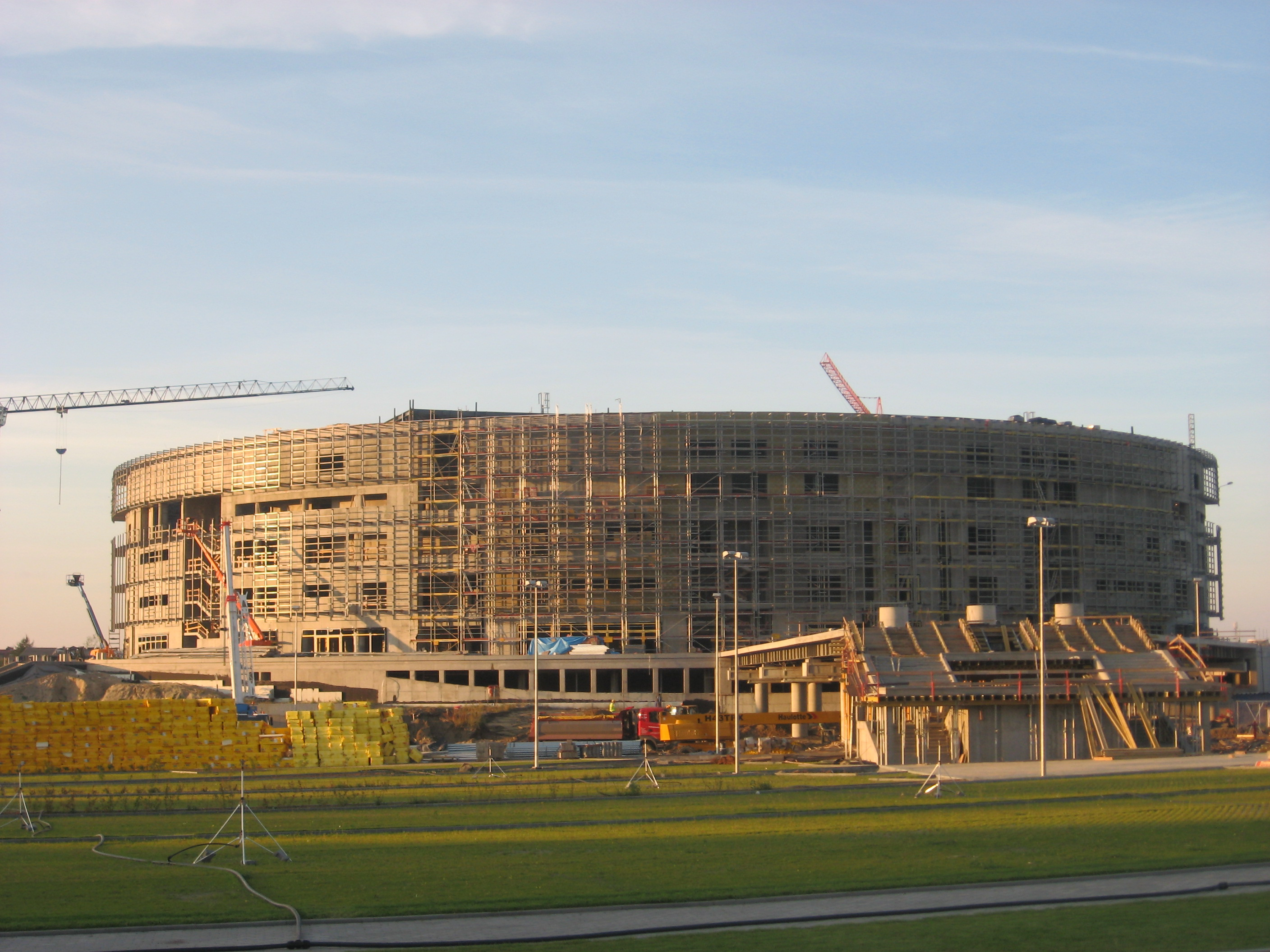
Hala w trakcie budowy, wrzesień 2008

- Wymiary areny sportowej z widownią: 143,4/119 m
- Wysokość obiektu: 30,73 m
- Powierzchnia użytkowa: 22 863,21 m²[11]
- Powierzchnia płyty głównej: 4000 m²
- Obwód otoku hali: 412 m

## Budowa
Budowa rozpoczęła się w marcu 2007 i miała być zakończona do końca 2008 roku, lecz z powodu problemów z konstrukcją dachu oraz opóźnienia rozstrzygnięcia przetargu dla pakietu mechanicznego i teletechnicznego, ostatecznie halę zgłoszono do odbiorów 31 maja 2010. 
Generalnymi wykonawcami hali w części budowlanej była firma Budimex Dromex (od 16 listopada 2009 spółka w wyniku fuzji zmieniła nazwę na Budimex SA), a w pakiecie instalacji mechanicznych i teletechnicznych – Asseco Systems. Kompletne instalacje elektryczne dla Budimex SA wykonywała firma Elektromontaż Poznań S.A.
Koszt budowy wyniósł 346 mln zł, a fundusze pochodziły z budżetów Gdańska, Sopotu, Ministerstwa Sportu (61 mln zł), środków zewnętrznych oraz dotacji Unii Europejskiej (40 mln zł).
Kilka dni przed oficjalnym otwarciem obiektu, 12 sierpnia 2010 r., podpisano umowę ze sponsorem tytularnym hali. Sopocka firma ubezpieczeniowa Ergo Hestia za 5 lat używania nazwy hali – Ergo Arena – zapłaciła 12,2 mln zł. Kolejne umowy podpisano w 2015, 2020 i 2025.